# Mohamed-Ali Cho
Mohamed-Ali Cho, född 19 januari 2004, är en fransk fotbollsspelare som spelar för spanska Real Sociedad.

## Klubbkarriär

### Tidiga år
Cho föddes i Stains men flyttade med sin familj till London i England då han var en vecka gammal. Som sexåring flyttade de tillbaka till Frankrike och Cho spelade då en kort period i Chantilly innan han gick till Paris Saint-Germain. Cho spelade för PSG i lite mer än fyra år innan familjen återigen flyttade till England 2015. Han började då spela i Everton och representerade klubbens U12 till U16-lag. I januari 2020 flyttade Cho tillbaka till Frankrike för spel i Angers.

### Angers
Den 2 maj 2020 skrev Cho på sitt första professionella kontrakt med Angers och blev den näst yngsta spelaren genom tiderna i Frankrike att skriva på ett proffskontrakt (efter Eduardo Camavinga). Den 30 augusti 2020 gjorde Cho sin Ligue 1-debut i en 2–0-förlust mot Bordeaux, där han blev inbytt i den 81:a minuten mot Sada Thioub.  Cho blev då den första spelaren född 2004 att spela i Ligue 1.
Den 11 februari 2021 spelade Cho sin första match från start i en 2–1-vinst över Rennes i Coupe de France. Cho gjorde sin första ligamatch från start den 17 april 2021 i en 3–0-förlust mot Rennes. Han blev då den yngste spelaren genom tiderna att starta en match för Angers i Ligue 1 och slog Marc Berdolls rekord från 1970. Cho spelade totalt 21 ligamatcher under säsongen 2020/2021, varav 20 som inhoppare. Han spelade även två cupmatcher och en match för reservlaget i National 2.
Den 29 augusti 2021 gjorde Cho sitt första mål i en 2–0-seger över Rennes. Han blev då den näst yngsta spelaren efter Eduardo Camavinga att göra ett mål i Ligue 1 samt den andra spelaren född 2004 att göra mål i någon av de fem största europeiska ligorna (efter Youssoufa Moukoko i Borussia Dortmund).

### Real Sociedad
Den 15 juni 2022 värvades Cho av spanska Real Sociedad, där han skrev på ett femårskontrakt.

## Landslagskarriär
Cho debuterade för Englands U16-landslag den 18 augusti 2019 i en 2–0-vinst över Danmark. Cho spelade ytterligare en match för U16-landslaget fyra dagar senare då han blev inbytt i slutminuterna i en match mot Irland som slutade 3–3.
Den 26 augusti 2021 blev Cho uttagen i Frankrikes U21-landslag till två matcher mot Nordmakedonien och Färöarna i kvalet till U21-EM 2023. Han debuterade den 2 september 2021 i en 3–0-seger över Nordmakedonien.